# Castillo de San Felipe de Lara

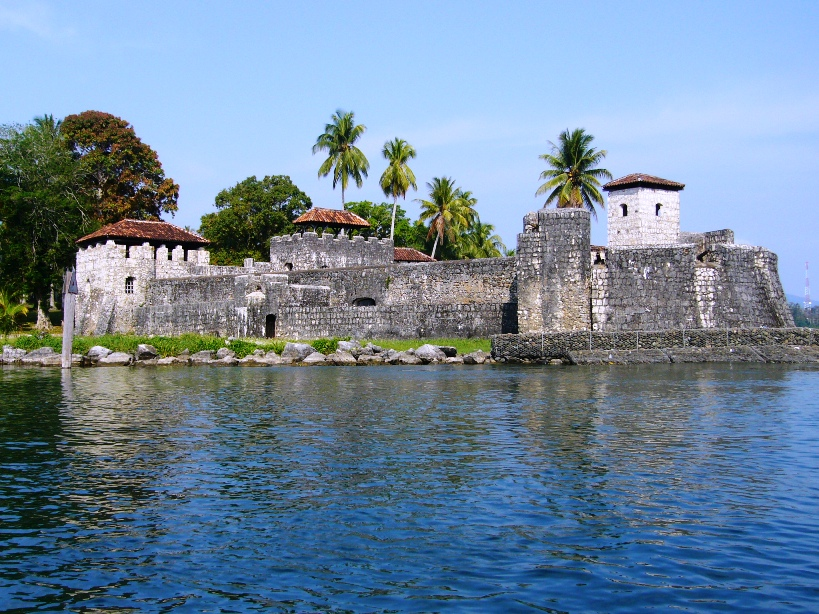
Castillo de San Felipe de Lara

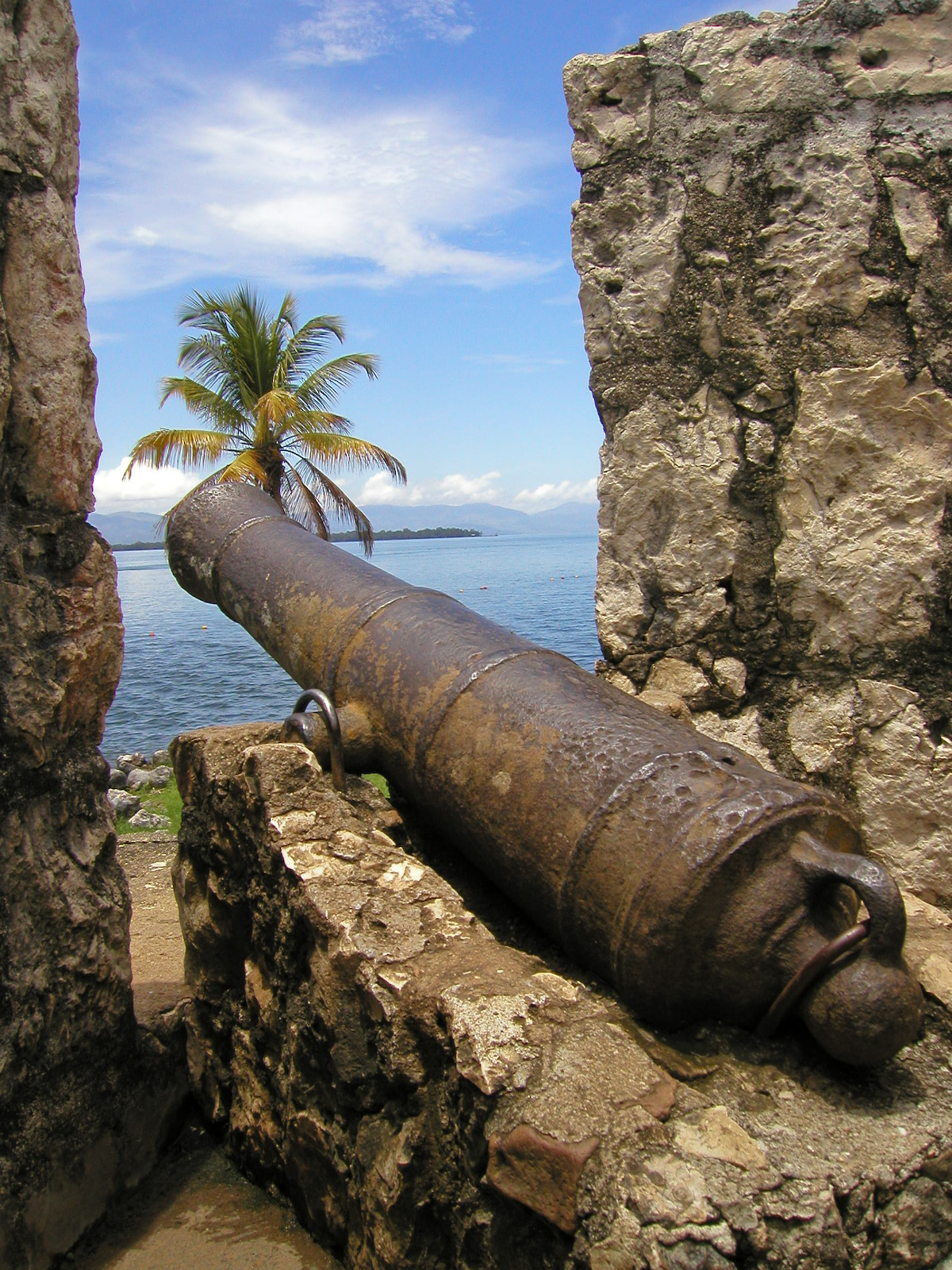
Eisenkanone

Das Castillo de San Felipe de Lara ist eine kleine Festungsanlage im Osten Guatemalas. Es ist seit dem Jahr 2002 in die Tentativliste zur Aufnahme in das UNESCO-Weltkulturerbe eingetragen.

## Lage
Das Castillo de San Felipe befindet sich auf einer Landzunge am Ausgang des Izabal-Sees bzw. am Beginn des für Segelschiffe früherer Zeiten schiffbaren Río Dulce in einer Höhe von ca. 2 m ü. d. M. Von der Hauptstadt Guatemalas ist es ca. 280 km (Fahrtstrecke) in nordöstlicher Richtung entfernt; die nächste größere Stadt ist die ca. 45 km östlich gelegene Hafenstadt Puerto Barrios, die per Straße in einer Verkehrsentfernung von 82 km erreichbar ist.

## Geschichte
Bereits im Jahr 1595 wurde an der Stelle des heutigen Forts ein kleiner Festungsturm (Torre de Sande) zur Abwehr englischer, holländischer und portugiesischer Piraten, denen es zuvor wiederholt gelungen war, in den Lago Izabal einzudringen, erbaut. Dort befanden sich mehrere Handelsstationen mit Warenlagern, deren Güter nach Spanien (Sevilla) verschifft wurden. Doch auch wenn die spanischen Schiffe die Karibik erreichten, konnten sie vor weiteren Piratenangriffen nicht sicher sein. Die erste Festung besaß 12 Kanonen und eine Besatzung von 12 Soldaten; sie wurde jedoch kurze Zeit später zerstört, so dass im Jahr 1604 ein neuer und größerer Turm entstand (Torre de Bustamante). Das heutige Castillo de San Felipe entstand in den Jahren 1644 bis 1651, d. h. während der Herrschaft Philipps II., durch Antonio De Lara y Mogrovejo auf Befehl der spanischen Kolonialverwaltung. Bereits im Jahr 1688 wurde die Festungsanlage in Teilen erneuert und ausgebaut. Im 18. Jahrhundert wurde der Handel zwischen Guatemala und Spanien mehr und mehr über den Hafen von Santo Tomás de Castilla (heute ein Stadtteil von Puerto Barrios) abgewickelt. Im Jahr 1817 wurde das Fort aufgegeben; wenige Jahre später (1821) erlangte Guatemala die Unabhängigkeit. In den Jahren 1955 und 2001 wurde die Festung grundlegend restauriert und ist heute eines der beliebtesten Ausflugs- und Touristenziele Guatemalas.

## Architektur
Die Landseite der von einer Mauer aus nur grob behauenen Steinen umgebenen Festung war durch einen (noch immer erhaltenen) Wassergraben mit Zugbrücke geschützt. Im Innern des Mauerrings befinden sich mehrere – ehemals strohgedeckte – Türme und andere Gebäude, die als Lagerräume für Schießpulver, Munition und Waffen dienten, aber manchmal auch als Gefängnis genutzt wurden. Andere Räume dienten als Unterkunft für die hier stationierten Soldaten oder als Stallungen. Auch der Kamin der Küche ist erhalten. Auf den Mauern der heutigen Festung befinden sich insgesamt 19 Kanonen, davon 2 aus Bronze.